# Općinska A nogometna liga Ludbreg 1987./88.
"Općinska A nogometna liga Ludbreg" za sezonu 1987./88. 
 
Sudjelovalo je 14 klubova, a prvak je bio "Podravac" iz Sesveta Ludbreških. 

## Ljestvica
| mj. | klub                            | ut. | pob. | ner. | por. | gol+ | gol- | bod |
| --- | ------------------------------- | --- | ---- | ---- | ---- | ---- | ---- | --- |
| 1.  | Podravac Sesvete Ludbreške      | 26  | 16   | 5    | 5    | 75   | 52   | 37  |
| 2.  | Poljoprivednik Kapela Podravska | 26  | 14   | 7    | 5    | 67   | 39   | 35  |
| 3.  | Sloga Slokovec                  | 26  | 14   | 6    | 6    | 76   | 34   | 34  |
| 4.  | Drava Sveti Đurđ                | 26  | 12   | 7    | 7    | 79   | 44   | 31  |
| 5.  | Zadrugar Hrastovsko             | 26  | 15   | 1    | 10   | 72   | 45   | 31  |
| 6.  | Mladost Sveti Petar             | 26  | 11   | 6    | 9    | 68   | 53   | 28  |
| 7.  | Polet Martijanec                | 26  | 9    | 8    | 9    | 46   | 49   | 26  |
| 8.  | Plitvica Selnik                 | 26  | 9    | 6    | 11   | 42   | 46   | 24  |
| 9.  | Dinamo Vrbanovec                | 26  | 10   | 4    | 12   | 61   | 68   | 24  |
| 10. | Omladinac Madaraševac           | 26  | 8    | 8    | 10   | 42   | 50   | 24  |
| 11. | Lunkovec (Lunjkovec)            | 26  | 9    | 5    | 12   | 42   | 51   | 23  |
| 12. | Karlovec (Karlovec Ludbreški)   | 26  | 8    | 4    | 14   | 42   | 51   | 20  |
| 13. | Radnički Hrženica               | 26  | 6    | 8    | 12   | 48   | 74   | 20  |
| 14. | Gora Globočec Ludbreški         | 26  | 2    | 6    | 18   | 29   | 103  | 10  |

## Rezultatska križaljka
| kratica | klub                            | DIN | DRA | GORA | KAR | LUN | MLA | OML | PLI | POD | POLE | POLJ | RAD | SLO | ZAD |
| --- | ------------------------------- | --- | --- | ---- | --- | --- | --- | --- | --- | --- | ---- | ---- | --- | --- | --- |
| DIN | Dinamo Vrbanovec                |     |     |      |     |     |     |     |     |     |      |      |     |     |     |
| DRA | Drava Sveti Đurđ                |     |     |      |     |     |     |     |     |     |      |      |     |     |     |
| GORA | Gora Globočec Ludbreški         |     |     |      |     |     |     |     |     |     |      |      |     |     |     |
| KAR | Karlovec (Karlovec Ludbreški)   |     |     |      |     |     |     |     |     |     |      |      |     |     |     |
| LUN | Lunkovec (Lunjkovec)            |     |     |      |     |     |     |     |     |     |      |      |     |     |     |
| MLA | Mladost Sveti Petar             |     |     |      |     |     |     |     |     |     |      |      |     |     |     |
| OML | Omladinac Madaraševac           |     |     |      |     |     |     |     |     |     |      |      |     |     |     |
| PLI | Plitvica Selnik                 |     |     |      |     |     |     |     |     |     |      |      |     |     |     |
| POD | Podravac Sesvete Ludbreške      |     |     |      |     |     |     |     |     |     |      |      |     |     |     |
| POLE | Polet Martijanec                |     |     |      |     |     |     |     |     |     |      |      |     |     |     |
| POLJ | Poljoprivednik Kapela Podravska |     |     |      |     |     |     |     |     |     |      |      |     |     |     |
| RAD | Radnički Hrženica               |     |     |      |     |     |     |     |     |     |      |      |     |     |     |
| SLO | Sloga Slokovec                  |     |     |      |     |     |     |     |     |     |      |      |     |     |     |
| ZAD | Zadrugar Hrastovsko             |     |     |      |     |     |     |     |     |     |      |      |     |     |     |
| |                                 |     |     |      |     |     |     |     |     |     |      |      |     |     |     |
| podebljan rezultat - utakmice od 1. do 13. kola (1. utakmica između klubova) rezultat normalne debljine - utakmice od 14. do 26. kola (2. utakmica između klubova) rezultat nakošen - nije vidljiv redoslijed odigravanja međusobnih utakmica iz dostupnih izvora rezultat smanjen * - iz dostupnih izvora nije uočljiv domaćin susreta prekrižen rezultat - poništena ili brisana utakmica p - utakmica prekinuta 3:0 p.f. / 0:3 p.f. - rezultat 3:0 bez borbe |                                 |     |     |      |     |     |     |     |     |     |      |      |     |     |     |

 Izvori:

## Unutrašnje poveznice
- Općinska B liga Ludbreg 1987./88.
- Liga Zajednice općina Varaždin 1987./88.